# Rafalus christophori
Rafalus christophori là một loài nhện trong họ Salticidae.
Loài này thuộc chi Rafalus. Rafalus christophori được Jerzy Prószyński miêu tả năm 1999.